# Syndroom van Ramsay Hunt
Het syndroom van Ramsay Hunt (II) kortweg RHS (II) is de combinatie van herpes zoster van het gelaat met een perifere facialisparese. Dit is het bekendste variant van RHS; er is ook een variant I en een variant III. Het syndroom gaat gepaard met een perifere aangezichtsverlamming, oorpijn, een verminderde smaak en in sommige gevallen oorsuizen, minder horen en duizeligheid.
Het beeld is voor het eerst beschreven door James Ramsay Hunt, een Amerikaans neuroloog, in 1907.

## Symptomen
Vroege symptomen zijn onder meer intense pijn in één oor, de kaak aan één kant of de nek aan één kant, die een week of langer kan voorafgaan aan de acute aangezichtsverlamming. Verder ook pijn in het oor, kaak en/of nek, smaakverlies in de voorste twee derde van de tong, droge mond, droge ogen en uitslag in de gehoorgang, de tong en/of het harde gehemelte.
Omdat de nervus vestibulocochlearis zich in de buurt van het geniculaire ganglion bevindt, kan deze ook worden aangetast en kunnen patiënten ook last krijgen van oorsuizen, gehoorverlies, hyperacusis en draaiduizeligheid. De slikreflex kan ook worden beïnvloed.

## Oorzaak
De oorzaak is een infectie met het varicella zoster virus waarbij de zevende hersenzenuw ontstoken raakt. Dit is het virus dat ook waterpokken en gordelroos veroorzaakt. Het virus is meestal al in het lichaam aanwezig na het doormaken van waterpokken op jongere leeftijd. Bij het RHS (II) speelt dit virus weer op. RHS (II) kan op elke leeftijd voorkomen bij zowel kinderen als volwassenen. Bij volwassenen komt het vaker bij vrouwen voor dan bij mannen.

## Behandeling
De genezing bij kinderen verloopt meestal spontaan. Bij volwassenen kunnen de klachten pas na verloop van maanden of jaren verdwijnen en er is kans op blijvende verlamming. Er kunnen antivirale middelen worden voorgeschreven. Daarna training en massage van de gezichtsspieren om deze niet te laten verslappen. Wanneer de functie van het ooglid is aangetast worden dan ook vaak druppels voorgeschreven die er voor zorgen dat de ogen niet uitdrogen. Bij een heel hevige oorpijn kan er door de behandelende arts ook voor worden gekozen om een injectie te geven op de plaats waar de meeste pijn zich bevindt.